# سیدنی کلمن
سیدنی ریچارد کُلمن فیزیک‌دان آمریکایی است که به خاطر پژوهش‌هایش در فیزیک نظری انرژی‌های بالا شهرت دارد. وی مدرک کارشناسی و دکترای خود را از مؤسسه فناوری ایلینوی و کالتک دریافت نمود و پس از آن به دانشگاه هاروارد پیوست، که تا پایان عمر در آنجا ماند.
کلمن طی سال‌های ۱۹۷۵ تا ۱۹۷۶ درس‌هایی در زمینه‌ی نظریه کوانتومی میدانها در هاروارد ارائه کرده که بسیار مشهور هستند.